# Pekari's
De pekari's of navelzwijnen (Tayassuidae) zijn een familie van evenhoevigen. Ze lijken op de varkens uit de Oude Wereld, en de twee hebben waarschijnlijk een gemeenschappelijke voorouder. 

## Leefwijze
Het zijn planteneters, die bij uitzondering een insect eten. 

## Verspreiding
Pekari's leven in bijna geheel Midden- en Zuid-Amerika tot in het zuidwesten van de Verenigde Staten. Ze leven in groepjes in verscheidene leefgebieden, van halfwoestijnen tot grasvlakten tot tropische regenwouden.

## Fossielen
Fossielen van pekari's worden behalve in Noord-Amerika ook in Europa, Azië en Afrika aangetroffen. Zuid-Amerika werd pas bereikt toen aan het einde van het Tertiair de landengte van Panama ontstond. De enige fossiele geslachten van de familie, Mylohyus en Platygonus komen uit die tijd. De bekendste uitgestorven soort is de reuzenpekari (Platygonus compressus). Ook van de levende geslachten (vooral Catagonus) zijn fossiele soorten bekend.

## Soorten
Er leven tegenwoordig nog drie soorten in drie geslachten.
- De halsbandpekari (Dicotyles tajacu) is de bekendste nog levende soort. Hij heeft het grootste verspreidingsgebied en komt voor in bijna alle leefgebieden, van het zuiden van de VS tot Noord-Argentinië en -Uruguay.
- De witlippekari (Tayassu pecari) leeft van Brazilië tot Zuid-Mexico en is meer een bosdier.
- De chacopekari (Parachoerus wagneri) komt alleen voor op de Gran Chaco van Paraguay en Noord-Argentinië. In 1975 werd deze diersoort voor het eerst in levenden lijve gezien. Hij was daarvoor bekend van één fossiele schedel en mag dus een levend fossiel genoemd worden.

## Fotogalerij

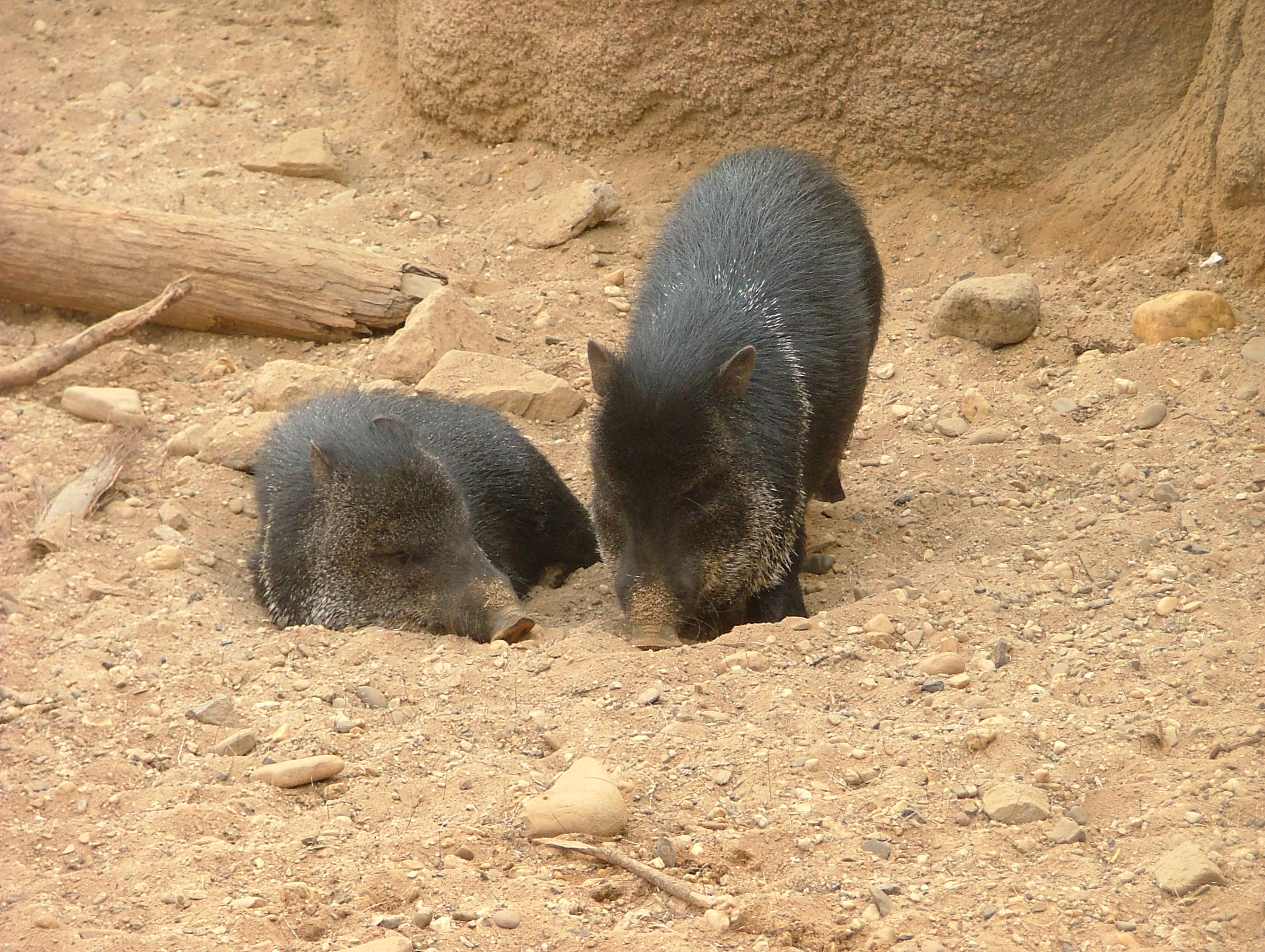
Halsbandpekari's in Burgers Zoo
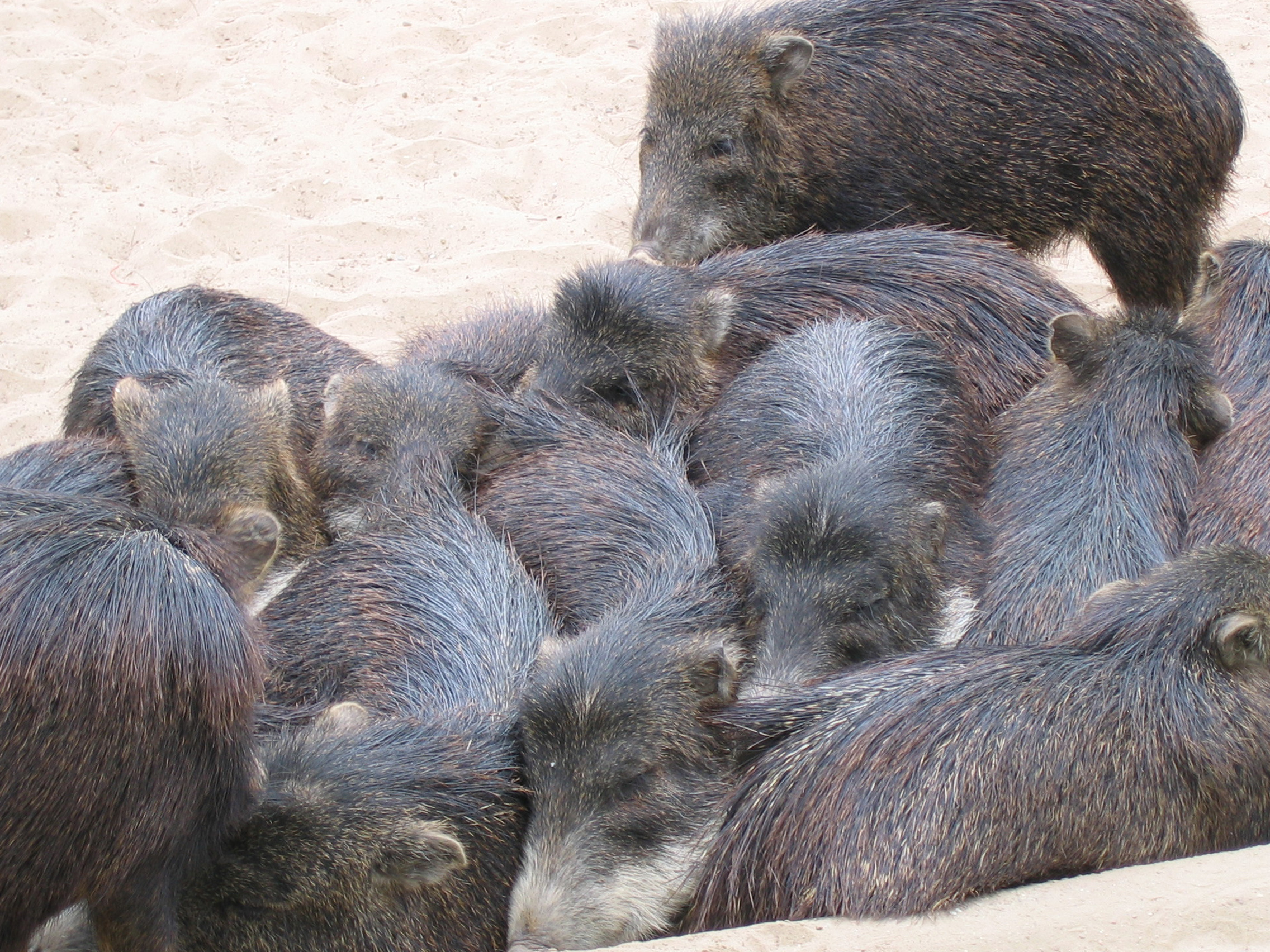
Witlippekari's in de dierentuin van Berlijn
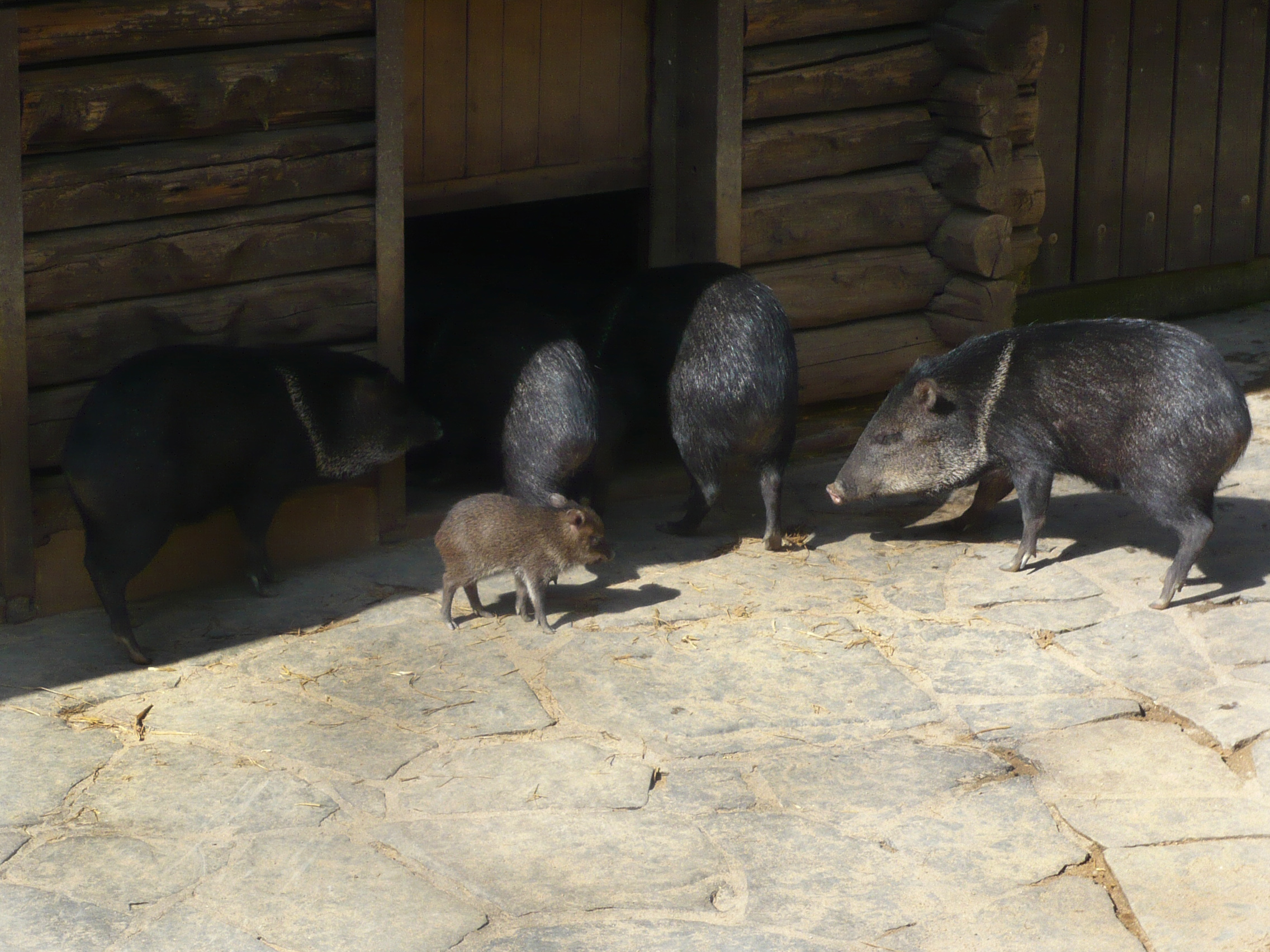
Halsbandpekari's in de dierentuin van Wuppertal

Halsbandpekari (Dicotyles tajacu) · 
Chacopekari (Parachoerus wagneri) · Witlippekari (Tayassu pecari)